# Euriphene tadema
Euriphene tadema är en fjärilsart som beskrevs av William Chapman Hewitson 1866. Euriphene tadema ingår i släktet Euriphene och familjen praktfjärilar. Inga underarter finns listade i Catalogue of Life.

## Bildgalleri

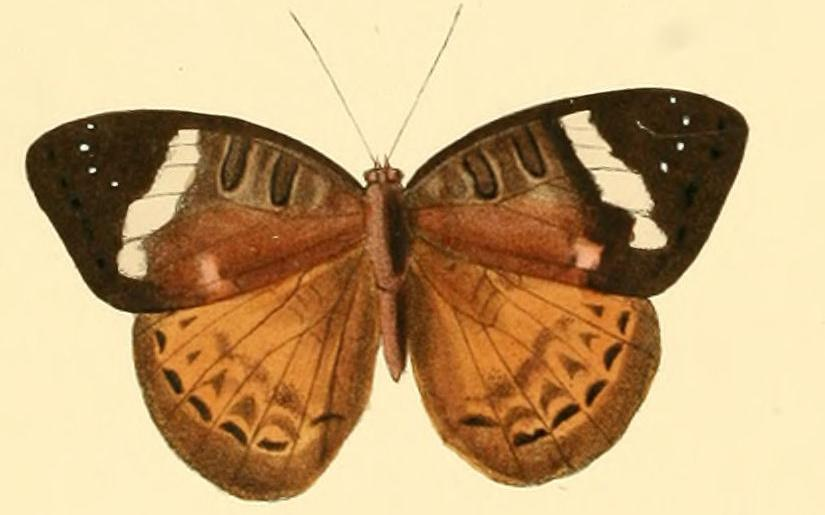